# Nico Veenvliet
Nicolaas (Nico) Veenvliet (7 november 1921 - Kerkwijk, 23 juni 2008) was een Nederlands politicus van PvdA-signatuur.
Veenvliet was raadslid in de gemeente Rheden vanaf 1971 en wethouder in die gemeente van 1972 tot 1976.
In september 1976 werd hij burgemeester van Neede wat hij tot zijn pensionering eind 1986 zou blijven. Van 18 mei 1987 tot 31 oktober 1989 was hij waarnemend burgemeester van de gemeente Zaltbommel.
Van 1989 tot 1990 was hij waarnemend burgemeester in de gemeenten Rossum en Heerewaarden.
Veenvliet was Ridder in de Orde van Oranje-Nassau.